# Anacolosa uncifera
Anacolosa uncifera là một loài thực vật có hoa trong họ Olacaceae. Loài này được Louis & Boutique mô tả khoa học đầu tiên năm 1947.